# نقطة مستقرة

نقط الوقوف ممثلة بدوائر حُمر. في هذا المنحنى، كلهن يمثلن قيما دنيا نسبية أو قيما قصوى نسبية. المربعات الزرقاء تمثلن نقط انعطاف.

في الرياضيات، وبالتحديد في التفاضل والتكامل، النقطة المستقرة (بالإنجليزية: Stationary point)‏ هي نقطة حيث تنعدم قيمة اشتقاق دالة.